# Hyacinthoides ciliolata
Hyacinthoides ciliolata är en sparrisväxtart som först beskrevs av Auguste Nicolas Pomel, och fick sitt nu gällande namn av Rumsey. Hyacinthoides ciliolata ingår i släktet klockhyacinter, och familjen sparrisväxter. Inga underarter finns listade i Catalogue of Life.